# Erica strigilifolia
Erica strigilifolia är en ljungväxtart som beskrevs av Richard Anthony Salisbury. Erica strigilifolia ingår i släktet klockljungssläktet, och familjen ljungväxter. Utöver nominatformen finns också underarten E. s. rosea.